# Saint James (Grenada)
Saint James ist eine Siedlung im Parish Saint Andrew im Osten von Grenada.

## Geographie
Die Siedlung liegt im Hinterland an einer der größeren Verbindungsstraßen von Grenville nach St. George’s im Südwesten. Im Umkreis liegen die Siedlungen La Digue und Upper Capitol in den Ausläufern des South East Mountain.